# 新町の大ソテツ

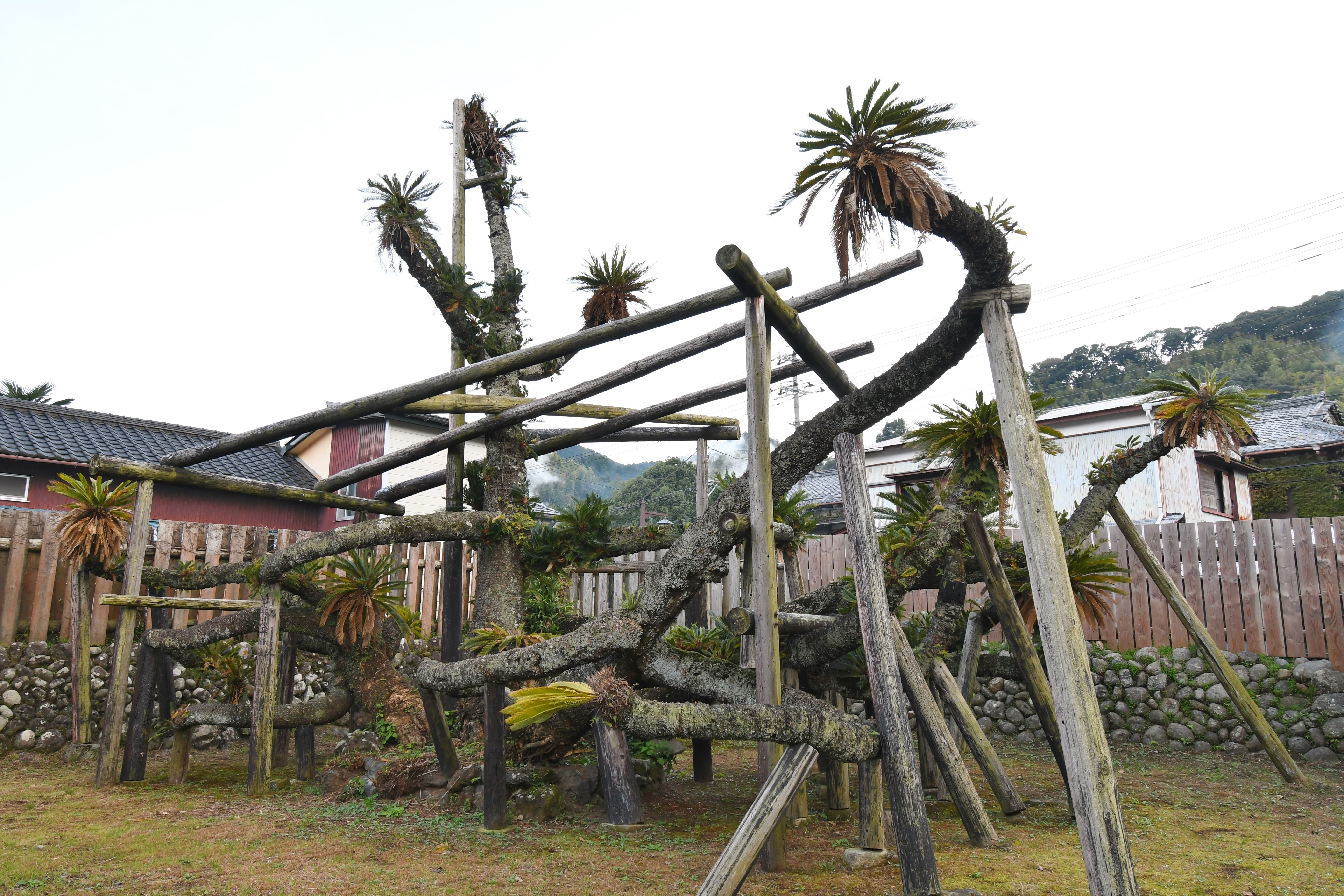
新町の大ソテツ。2021年11月1日撮影。

新町の大ソテツ（しんまちのおおソテツ）は、静岡県賀茂郡河津町峰にある、国の天然記念物に指定されたソテツ（蘇鉄）の巨樹である。
生育地である峰地区は、河津川沿いにある河津七湯のひとつ峰温泉の温泉街がある場所で、一帯は河津桜発祥の地として知られる伊豆半島の観光地である。新町の大ソテツの生育する一画は日帰り入浴施設「踊り子温泉会館」や、飲食店などとともに河津町により区画が整備されているが、元々ソテツの生育する場所は、峰地区（旧、峰村）に先祖代々続く家柄の正木（まさき）家の敷地の一画であり、新町の大ソテツは正木家が所有するソテツとして当家の庭に生育していたものである。
指定名称に冠された「新町」とは地名ではなく、当地で代々名主を務めた正木家の屋号であり、天然記念物の指定名称は所有者の屋号に因むものである。推定される樹齢は諸説あり、地元河津町観光協会のホームページでは600年以上とされ、資料によっては800年以上、1000年以上とも言われるソテツの老樹である。近年では樹勢がやや衰えてきたが、ソテツの巨樹として日本国内有数のもので、特に中央の主幹の樹高は約10メートルもあり、この高さはソテツとしては稀に見るもので、1936年（昭和11年）9月3日に国の天然記念物に指定された。

## 解説

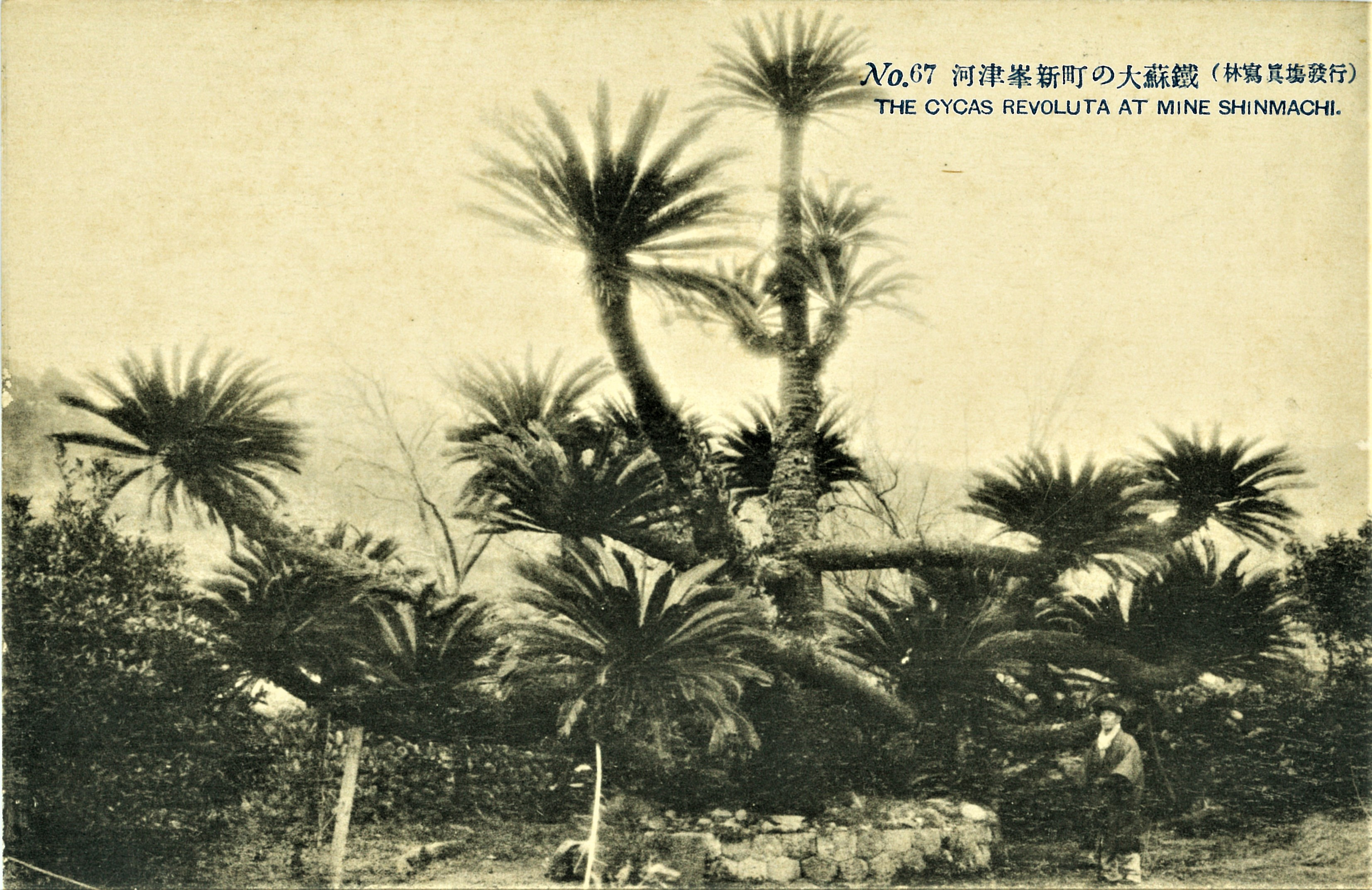
1935年頃（昭和10年頃）の新町の大ソテツの絵葉書。見えづらいが、右下の人物と比較するとソテツの巨大さがよく分かる、

新町の大のソテツは、静岡県の伊豆半島南東部の賀茂郡河津町にある峰温泉にあり、温泉街を南北に走る静岡県道14号下佐ケ野谷津線に沿った東側に生育している。この場所はカワヅザクラ（河津桜）の発祥地として知られ、開花時には多くの人で賑わう「河津桜並木」のある河津川や、熱湯の温泉が噴き上げる大噴湯で知られる峰温泉大噴湯公園の中間に所在しており、新町の大ソテツを自由に見学することが可能であるが、かつて見学には入場料が必要であった。
新町の大ソテツは根元主幹の根周りが直径約2.5メートルもあって、そこから東西南北の4方向の太い支幹と直立した主幹が上方へ延びており、このうち中央部の主幹の高さは約10メートルに達している。根元から分岐する太い支幹は地面を這うように長く伸びており、まるで大蛇がのたうつような奇怪な形状をしている。1936年（昭和11年）の国の天然記念物指定時に計測された値によれば、中央主幹の地上発出部の周囲は2.2メートル、東支幹は2.0メートル、西支幹は0.6メートル、南支幹は1.0メートル、北支幹は0.9メートルで、株の全周は7.76メートルであった。
ソテツはイチョウ同様、種子植物であるにもかかわらず精子を作る雌雄異株の裸子植物であるが、新町の大ソテツは雌株で、隔年に種子を生じるという。
国の天然記念物に指定されたソテツは日本全国に12件あって、自生地として指定された2件が宮崎県と鹿児島県のそれぞれにあり、ソテツ樹単体として個体が指定されたものが10件ある。このうち南九州にある2件の自生地以外の個体は、すべて植栽されたものと考えられている。これら国の天然記念物に指定されたソテツ個体10件のうちの3件が静岡県内に所在する。
ソテツの生育する正木家は、当地に古くから伝わる旧家であるが、当家先祖の正木頼忠の娘は徳川家康の側室として知られるお万の方（養珠院）で、この家はお万の生家であるという。お万が生まれた当時、このソテツはすでに立派な巨樹であったと正木家では伝えられており、お万の兄弟であった正木久七はこの河津にとどまり、長年にわたり村の名主を務め「新町」という屋号を持つようになり、この屋号が天然記念物の名称に冠されている。
新町の大ソテツは1936年（大正5年）に火災に遭い、株の東側が焼けてしまったというが、その後回復して1936年（昭和11年）9月3日に国の天然記念物に指定された。また、1981年（昭和56年）6月には昭和天皇・香淳皇后が訪れ、このソテツを見学している。

## 交通アクセス
所在地
- 静岡県賀茂郡河津町峰465[7][6]。

交通
- 伊豆急行伊豆急行線河津駅下車。東海バス修善寺駅行き乗車、約7分「踊り子温泉会館」バス停下車すぐ[11]。
- 東名高速道路沼津インターチェンジまたは新東名高速道路長泉沼津インターチェンジから伊豆縦貫自動車道国道414号経由で約60 キロメートル、車で約90分[11]。